# Бойчиновци (община)
Община Бойчиновци се намира в Северозападна България и е една от съставните общини на Област Монтана.

## География

### Географско положение, граници, големина
Общината е разположена в източната част на Област Монтана. С площта си от 308,334 km2 заема 5-о място сред 11-те общините на областта, което съставлява 8,48% от територията на областта. Границите ѝ са следните:
- на югозапад – община Монтана;
- на северозапад – община Якимово;
- на север – община Вълчедръм;
- на североизток – община Хайредин от Област Враца;
- на изток – община Криводол от Област Враца.

### Природни ресурси

#### Релеф
Релефът на община Бойчиновци е хълмист на юг и равнинен на север. Територията ѝ условно попада в две физикогеографски области на България – Западния Предбалкан и Западната Дунавска равнина.
На югоизток от долината на река Огоста в пределите на общината попадат части от две възвишения, принадлежащи към Западния Предбалкан. На юг от общинския център град Бойчиновци, между долината на река Огоста на север и долината на десния ѝ приток река Ботуня на североизток се издига уединеното възвишение Пъстрина. На територията на общината попада северната му част с височина до 400 m, разположена южно от града. Към двете реки склоновете на възвишението са стръмни, на много места отвесни, осеяни със скални венци.
Североизточно от долината на Ботуня и източно и южно от долината на Огоста в пределите на община Бойчиновци се разполага крайната северозападна част на Владимировския рид. Неговите склонове обърнати към двете реки са стръмни, на много места и отвесни. Максималната му височина от 226 m се намира северно от село Охрид. По северните подножия на двете възвишения преминава условната граница между Западния Предбалкан и Западната Дунавска равнина.
Останалите северозападни, северни и североизточни части на общината са заети от южните части на Западната Дунавска равнина, като тук релефът е равнинен и слабо хълмист. Североизточно от село Бели брод, в коритото на река Огоста се намира най-ниската точка на общината – 63 m н.в.

#### Води
Цялата територия на община Бойчиновци попада във водосборния басейн на река Огоста, която е основната водна артерия на общината и протича през нея по цялото и протежение от югозапад на североизток. Реката навлиза в общината южно от село Ерден, заобикаля от север уединеното възвишение Пъстрина и достига до град Бойчиновци, където североизточно от него получава най-големият си приток река Ботуня (десен). След това реката завива на север, а после на изток, заобикаляйки Владимировския рид, като при село Владимирово образува късия Владимировски пролом. След него Огоста навлиза в Западната Дунавска равнина, завива на североизток и североизточно от село Бели брод напуска пределите на общината. Преди селото в нея отдясно се влива втори по-голям приток – река Рибине.

## Население

### Населени места
Общината има 13 населени места с общо население 7712 жители (към 7 септември 2021).
| Населено място (Старо име)                                              | Преброяване (от септември 2021) | По настоящ адрес (ГРАО от 15 септември 2024) | Площ (km²) | Гъстота (д/km²) |
| ----------------------------------------------------------------------- | ------------------------------- | -------------------------------------------- | ---------- | --------------- |
| Бели брег                                                               | 48                              | 54                                           | 17,157     | 3.15            |
| Бели брод                                                               | 170                             | 156                                          | 15,472     | 10.08           |
| Бойчиновци                                                              | 1387                            | 1416                                         | 16,609     | 85.25           |
| Владимирово (Люта)                                                      | 1215                            | 1309                                         | 42,592     | 30.73           |
| Громшин                                                                 | 583                             | 704                                          | 17,426     | 40.4            |
| Ерден                                                                   | 469                             | 535                                          | 21,129     | 25.32           |
| Кобиляк                                                                 | 256                             | 358                                          | 12,271     | 29.17           |
| Лехчево                                                                 | 1506                            | 1691                                         | 53,127     | 31.83           |
| Мадан                                                                   | 595                             | 719                                          | 39,208     | 18.34           |
| Мърчево                                                                 | 694                             | 861                                          | 29,646     | 29.04           |
| Охрид                                                                   | 291                             | 345                                          | 25,104     | 13.74           |
| Палилула                                                                | 78                              | 68                                           | 3,891      | 17.48           |
| Портитовци                                                              | 420                             | 486                                          | 14,702     | 33.06           |
| Общо за общината:                                                       | 7712                            | 8702                                         | 308,33     | 28.22           |
| Населените места с кмет са със зелен фон, а тези без кметство – с жълт. |                                 |                                              |            |                 |

## Население по години (1934 – 2021)
| Община Бойчиновци                             | Община Бойчиновци | Община Бойчиновци | Община Бойчиновци | Община Бойчиновци | Община Бойчиновци | Община Бойчиновци | Община Бойчиновци | Община Бойчиновци | Община Бойчиновци | Община Бойчиновци | Община Бойчиновци |
| --------------------------------------------- | ----------------- | ----------------- | ----------------- | ----------------- | ----------------- | ----------------- | ----------------- | ----------------- | ----------------- | ----------------- | ----------------- |
| Година                                        | 1934              | 1946              | 1956              | 1965              | 1975              | 1985              | 1992              | 2001              | 2011              | 2021              |                   |
| Население                                     | 20643             | 22208             | 23489             | 22658             | 19838             | 15692             | 14247             | 12258             | 9272              | 7712              |                   |
| Източници: Национален Статистически Институт, |                   |                   |                   |                   |                   |                   |                   |                   |                   |                   |                   |

### Възрастов състав
| Население по възрастови групи към септември 2021 година | Население по възрастови групи към септември 2021 година | Население по възрастови групи към септември 2021 година | Население по възрастови групи към септември 2021 година | Население по възрастови групи към септември 2021 година | Население по възрастови групи към септември 2021 година | Население по възрастови групи към септември 2021 година | Население по възрастови групи към септември 2021 година | Население по възрастови групи към септември 2021 година | Население по възрастови групи към септември 2021 година | Население по възрастови групи към септември 2021 година | Население по възрастови групи към септември 2021 година | Население по възрастови групи към септември 2021 година | Население по възрастови групи към септември 2021 година | Население по възрастови групи към септември 2021 година | Население по възрастови групи към септември 2021 година | Население по възрастови групи към септември 2021 година | Население по възрастови групи към септември 2021 година | Население по възрастови групи към септември 2021 година |
| ------------------------------------------------------- | ------------------------------------------------------- | ------------------------------------------------------- | ------------------------------------------------------- | ------------------------------------------------------- | ------------------------------------------------------- | ------------------------------------------------------- | ------------------------------------------------------- | ------------------------------------------------------- | ------------------------------------------------------- | ------------------------------------------------------- | ------------------------------------------------------- | ------------------------------------------------------- | ------------------------------------------------------- | ------------------------------------------------------- | ------------------------------------------------------- | ------------------------------------------------------- | ------------------------------------------------------- | ------------------------------------------------------- |
| Общо                                                    | 0 – 4                                                   | 5 – 9                                                   | 10 – 14                                                 | 15 – 19                                                 | 20 – 24                                                 | 25 – 29                                                 | 30 – 34                                                 | 35 – 39                                                 | 40 – 44                                                 | 45 – 49                                                 | 50 – 54                                                 | 55 – 59                                                 | 60 – 64                                                 | 65 – 69                                                 | 70 – 74                                                 | 75 – 79                                                 | 80 – 84                                                 | 85+                                                     |
| 7712                                                    | 330                                                     | 361                                                     | 382                                                     | 368                                                     | 358                                                     | 396                                                     | 437                                                     | 382                                                     | 406                                                     | 515                                                     | 567                                                     | 484                                                     | 495                                                     | 597                                                     | 685                                                     | 461                                                     | 288                                                     | 200                                                     |

### Етнически състав
| Етноси в община Бойчиновци (2011) | Етноси в община Бойчиновци (2011) | Етноси в община Бойчиновци (2011) | Етноси в община Бойчиновци (2011) | Етноси в община Бойчиновци (2011) |
| --------------------------------- | --------------------------------- | --------------------------------- | --------------------------------- | --------------------------------- |
| Етническа група                   |                                   |                                   | процент                           |                                   |
| българи                           | българи                           |                                   | 86.87%                            | 86.87%                            |
| цигани                            | цигани                            |                                   | 11.61%                            | 11.61%                            |
| турци                             | турци                             |                                   | 0.25%                             | 0.25%                             |
| други и неопределени              | други и неопределени              |                                   | 1.27%                             | 1.27%                             |

Етнически групи от общо 9053 самоопределили се (към 2011 година):
- българи: 7864
- турци: 23
- цигани: 1051
- други: 23
- неопределени: 92

## Административно-териториални промени
- Указ № 844/обн. 20 октомври 1949 г. – преименува с. Люта на с. Владимирово;
- Указ № 251/обн. 12 юни 1962 г. – преименува с. Минкова махала на с. Огоста;
- Указ № 1942/обн. 17 септември 1974 г. – заличава с. Огоста и го присъединява като квартал на с. Бойчиновци;

– признава с. Бойчиновци за гр. Бойчиновци;
- Указ № 3005/обн. 9 октомври 1987 г. – закрива община Лехчево и заедно с включените в състава ѝ населени места я присъединява към община Бойчиновци.

## Транспорт
През общината преминават два участъка от Железопътна мрежа на България:
- от югоизток на северозапад, на протежение от 16,6 km преминава участък от трасето на жп линията Мездра – Бойчиновци – Брусарци – Видин;
- началният участък от 4,2 km от трасето на жп линията Бойчиновци – Берковица.

През общината преминават изцяло или частично 4 пътя от Републиканската пътна мрежа на България с обща дължина 57,4 km:
- участък от 32,4 km от Републикански път III-101 (от km 28,4 до km 60,8);
- последният участък от 7,2 km от Републикански път III-816 (от km 4,3 до km 11,5);
- началният участък от 11,1 km от Републикански път III-1011 (от km 0 до km 11,1);
- последният участък от 6,7 km от Републикански път III-1301 (от km 23,4 до km 30,1).

## Топографска карта
- Лист от карта K-34-23. Мащаб: 1 : 100 000.
- Лист от карта K-34-24. Мащаб: 1 : 100 000.